# Windom, Minnesota
Windom är en stad i Cottonwood County i delstaten Minnesota. Orten har fått sitt namn efter politikern William Windom som var senator och finansminister. Enligt 2010 års folkräkning hade Windom 4 646 invånare. Staden är administrativ huvudort i Cottonwood County.

## Kända personer från Windom
- Maria Schneider, kompositör